# Alexander Helios
Alexander Helios (altgriechisch Ἀλέξανδρος Ἥλιος Aléxandros Hḗlios; * Ende 40 v. Chr.) war ein Sohn des römischen Triumvirn Marcus Antonius und der ägyptischen Königin Kleopatra VII.

## Leben
Alexander Helios hatte eine Zwillingsschwester, Kleopatra Selene, sowie einen jüngeren Bruder, Ptolemaios Philadelphos. Außerdem war er mütterlicherseits der Halbbruder des Ptolemaios Kaisar, des auch Caesarion genannten einzigen leiblichen Sohns von Gaius Iulius Caesar, während er von väterlicher Seite drei Schwestern und zwei Brüder hatte.
Als Antonius Ende 37 v. Chr. in Antiochia am Orontes wieder mit der Ptolemäerkönigin zusammentraf, erkannte er Alexander Helios und Kleopatra Selene als seine Kinder an. Vermutlich in diesem Zusammenhang erhielt Alexander seinen Beinamen Helios („Sonne“) als Gegenstück zu dem seiner Schwester („Mond“). Mit diesen Beinamen stellte Kleopatra wohl Assoziationen zum von vielen Bewohnern des östlichen Mittelmeerraums in eschatologischen Hoffnungen erträumten „Goldenen Zeitalter“ her, das als eine Zeit des Friedens und des Wohlstandes gedacht wurde und durch die Herrschaft der im Pharao inkarnierten Sonne (Symbol der göttlichen Gerechtigkeit) hergestellt werden sollte. Mit dem ersten Namen von Antonius’ Sohn wurde vermutlich an Alexander den Großen erinnert. In der modernen Forschung ist Alexander Helios einer – allerdings unwahrscheinlicher – der zahlreichen Anwärter für das göttliche Kind der vierten Ekloge des römischen Dichters Vergil.
Für seine Niederlage gegen die Parther (36 v. Chr.) machte Antonius den König Artavasdes II. von Armenien verantwortlich. Dennoch schlug er 34 v. Chr. vor, seinen sechsjährigen Sohn Alexander Helios mit einer Tochter des Armenierkönigs zu verloben. Laut dem antiken Historiker Cassius Dio war dieses Angebot ein Täuschungsmanöver zu Artavasdes’ Ergreifung. Jedenfalls ging der Armenierkönig nicht darauf ein, woraufhin Antonius ihn militärisch besiegte.
Danach feierte Antonius im riesigen Gymnasion zu Alexandria eine spektakuläre Zeremonie. Der Triumvir sprach Kleopatra und ihren gemeinsamen Kindern große Territorien zu und wollte damit anscheinend den Grundstein zu einem großen ägyptischen (verbunden mit dem römischen?) Reich legen. Alexander Helios trat bei dieser Veranstaltung im Gewand eines Mederkönigs mit zugehöriger Leibwache auf und wurde als Herrscher von Armenien, Kilikien, Medien und allem Land östlich vom Euphrat bis zum Indus (das noch von den Parthern zu erobern war) gekrönt. Da er wie seine Geschwister noch minderjährig war, änderte sich nichts am Status quo der Verwaltung des Orients.
Zur Bekräftigung eines Bündnisses zwischen Antonius und König Artavasdes II. von Medien wurde Alexander Helios mit Iotape, der kleinen Tochter von Artavasdes, verlobt.
Nachdem Antonius und Kleopatra gegen Octavian – den späteren Kaiser Augustus – verloren und danach Selbstmord verübt hatten (30 v. Chr.), wurde Alexander Helios mit seinen Geschwistern Kleopatra Selene und Ptolemaios Philadelphos nach Rom gebracht und im Triumphzug mitgeführt, den Octavian im August 29 v. Chr. abhielt. Die drei Kinder wurden von Octavia Minor aufgezogen, Octavians Schwester und frühere Frau des Marcus Antonius. Alexanders ältere Halbbrüder Caesarion und Antyllus wurden dagegen hingerichtet.
Das weitere Schicksal von Alexander Helios ist nicht überliefert. Der Althistoriker Michael Grant interpretiert eine Bemerkung Cassius Dios, dass Augustus das Leben von Alexander Helios und Ptolemaios Philadelphos aus Gefälligkeit gegenüber Kleopatra Selene und deren Gemahl Juba II. verschont habe – in dem Sinne, dass beide Söhne Kleopatras zum Zeitpunkt der Heirat von Kleopatra Selene und Juba II. (um 20 v. Chr.) noch am Leben gewesen und mit dem Ehepaar nach Mauretanien gegangen seien. Duane W. Roller verwirft Grants Interpretation mit dem Argument, dass Kleopatras Kinder nur zum Zeitpunkt von Octavians Endsieg 30 v. Chr. bedroht waren, und nimmt einen frühzeitigen Tod von Alexander Helios und Ptolemaios Philadelphos (etwa 29 bis 25 v. Chr.) an, da beide Brüder weder von Cassius Dio noch von Plutarch nach 29 v. Chr. erwähnt werden.

## Namensgeber
Nach Alexander Helios und seiner Zwillingsschwester Kleopatra Selene wurden die beiden Monde Alexhelios (auch S/2008 (216) 1 oder Kleopatra I) und Cleoselene (auch S/2008 (216) 2 oder Kleopatra II) des Kleinplaneten (216) Kleopatra benannt.